# Franciszek Siarczyński
Franciszek Siarczyński, krypt.: F. S.; F. S. P. K.; Fr. S.; S...; X. Fr. Siarcz.; X. S. od Ro... K. B. T. P. (ur. 12 października 1758 w Hruszowicach, zm. 7 listopada 1829 we Lwowie) – polski ksiądz katolicki, członek zakonu pijarów, kaznodzieja, historyk, geograf, publicysta, edytor, tłumacz i poeta, członek przybrany Towarzystwa Królewskiego Przyjaciół Nauk w Warszawie w 1829 roku. 

## Życiorys
Urodził się jako syn Ludwika herbu Sas, podczaszego nowogródzkiego i podkomorzego sanockiego, oraz Franciszki z Chrzanowskich. Pierwsze nauki pobierał w szkołach jezuitów w Jarosławiu i w Rzeszowie. W 1773 r. wstąpił do zgromadzenia pijarów, przyjmując imię Franciszka od św. Ludwika (imiona chrzestne: Dionizy Franciszek Ludwik). Nowicjat odbył w Podolińcu na Spiszu (1773/1774-1774/1775), wkrótce potem (1775) złożył śluby zakonne, a następnie przez rok studiował retorykę w Rzeszowie (1775/1776). Dwa następne lata (1776/1777-1777/1778) poświęcił na zgłębianie filozofii w Międzyrzeczu Koreckim. Następnie nauczał w infimie i gramatyce (Łuków 1778/1779-1779/1780). Rok później (1780/1781) studiował w Krakowie teologię spekulatywną. Wkrótce potem uzyskał tam niższe święcenia duchowne. Święcenia kapłańskie przyjął natomiast w Warszawie (5 kwietnia 1783).
Był profesorem, wykładowcą gramatyki, historii i geografii w Collegium Nobilium pijarów w Warszawie (1781/1782-1784/1785, pełniąc równocześnie funkcję wiceprefekta), uczestnikiem obiadów czwartkowych u króla Stanisława Augusta Poniatowskiego. W roku szkolnym 1785/1786 uczył wymowy w Radomiu. Następnie (1786) powrócił do Warszawy i w Collegium Regium podjął obowiązki kaznodziei (do 1787/1788 włącznie), prowadząc w roku szkolnym 1788/1789 wykłady z wymowy. Był proboszczem w Jarosławiu, Kozienicach (1789) i Łańcucie (1799), kanonikiem katedralnym warszawskim i przemyskim, deputowanym do Stanów Galicyjskich.
Po przewiezieniu z Wiednia do Lwowa zbiorów Ossolińskich w roku 1827, został pierwszym dyrektorem Księgozbioru Narodowego im. Ossolińskich we Lwowie (1827-1829). Uzyskał od władz austriackich zezwolenie na wydawanie czasopisma naukowego Ossolineum (pod nazwą „Czasopism Naukowy Księgozbioru Publicznego im. Ossolińskich”) i w ciągu dwóch lat wydał 7 zeszytów.
Pochowany na Cmentarzu Łyczakowskim we Lwowie.

## Twórczość
Autor m.in. 3-tomowej Geografii, czyli opisania naturalnego, historycznego i politycznego krajów i narodów... W czasie insurekcji kościuszkowskiej redagował Gazetę Wolną Warszawską.
Zebrał materiały do Słownika historyczno-statystyczno-geograficznego Galicji, wydanego częściowo w roku 1857 w Rozmaitościach – dodatku tygodniowym do „Gazety Lwowskiej”. Był członkiem honorowego Towarzystwa Naukowego Krakowskiego.

### Ważniejsze dzieła
1. Sztuka ogrodnicza, czyli o ogrodnictwie, zawierająca przepisy chodzenia przyzwoitego około ogrodów kwiatowych, kuchennych i sadów, z przydatkiem niektórych ciekawych i użytecznych wiadomości sekretnych[3], Kraków 1782; wyd. następne: edycja 2 poprawiona Kraków 1785; Kraków 1802; edycja 4 Łuck 1803; Łuck 1805; Kraków 1805; Kraków 1819; (wyd. bezimienne)
2. List Sandomierzanki do Podolanki[4], Kraków 1784; wyd. nast.: Antipodolanka, czyli list Sandomierzanki do Podolanki w: (D. M. Krajewski): Podolanka wychowana w stanie natury..., Lwów 1784; fragmenty przedr. Z. Florczak, L. Pszczołowska w: Ludzie Oświecenia o języku i stylu t. 2, Warszawa 1958 (wydanie bezimienne, autorstwo sporne)
3. List Paryżanki do Podolanki, czyli oryginał do kopii[5] (Warszawa 1784); wyd. bezimienne; autorstwo Siarczyńskiego domniemane
4. Krótka fizyczna i historyczna wiadomość o soli, powst. około roku 1785 (Warszawa) 1788
5. Mowa przy dorocznym zaczęciu szkół warszawskich XX. Scholarum Piarum, miana przez..., Warszawa 1788
6. Zakus nad zaciekami Wszechnicy Krakowskiej, czyli uwagi nad niektórymi tej akademii dysertacjami, Warszawa (1789); wyd. bezimienne; domniemane współautorstwo z F. K. Dmochowskim; broszura wymierzona przeciw profesorom krakowskim: M. Fijałkowskiemu, J. Przybylskiemu, A. Trzcińskiemu
7. Pochwała Stanisława Szczęsnego Potockiego, generała artylerii koronnej[6], Warszawa 1789; wyd. bezimienne; autorstwo Siarczyńskiemu przypisuje Estreicher (XXVIII, 1930, s. 3-4) za K. W. Wójcickim i „Encyklopedią kościelną”
8. Geografia, czyli opisanie naturalne, historyczne i polityczne krajów i narodów we czterech częściach świata zawierających się z dołączeniem geografii astronomicznej t. 1, Warszawa 1790 (druk ukończono po roku 1790); t. 2-3[7][8], Warszawa 1794; t. 4 o Polsce, zapowiedziany w przedmowie, i dwa końcowe (t. 5-6) nie wyszły drukiem; rękopisy natomiast nie zachowały się; w t. 1: słowniczek terminów geograficznych i żeglarskich
9. Dzień Trzeci Maja roku 1791[9], Warszawa (1791); wyd. 2 Kraków 1891; wyd. 1 bezimienne; autorstwo wątpliwe, bardziej prawdopodobne brata Antoniego
10. Mowa żałobna na śmierć J. O. Książęcia Adama Kazimierza Czartoryskiego... w obchodzie pogrzebowym przy wyprowadzeniu zwłok jego, przez... miana dnia 25 marca 1823 w Sieniawie, Lwów 1823
11. Do Jaśnie Oświeconej Księżnej Jejmości z Książąt Czartoryskich Lubomirskiej w dzień jej urodzenia, dnia 15 października 1823, Lwów 1823 (wiersz)
12. Kazanie pogrzebne na śmierć JW. JMci Księdza Antoniego z Gołasza Dąb Gołaszewskiego, biskupa przemyskiego... d. 30 kwietnia 1824 r. w kościele przemyskim, przez... miane[10], Lwów 1824
13. Obraz wieku panowania Zygmunta III... zawierający opis osób żyjących pod jego panowaniem, znamienitych przez swe czyny pokoju i wojny, cnoty lub występki, dzieła piśmienne, zasługi użyteczne i celne sztuki, porządkiem abecadła ułożony przez... cz. 1-2[11][12], powst. 1824, Lwów 1828; rękopis z roku 1824 w Ossolineum, sygn. 504/III-506/III; rękopis uzupełniający wyd. w roku 1828 o materiały doprowadzone do XVIII w., sygn. 1243/I-1248/I; ciąg dalszy zobacz poz. 18
14. Wiadomość historyczna i statystyczna o mieście Jarosławiu, położonym w Królestwie Galicji, w cyrkule przemyślskim, niegdyś w województwie ruskim, ziemi przemyślskiej, domu JJ. OO. Książąt Czartoryskich dziedzicznym. Przez...[13], Lwów 1826; egz. Ossolineum, sygn. 259945/I zawiera fragmenty usunięte przez cenzurę lwowską i fragmenty autografu; rękopis: Lw. Państw. Nauk. Bibl. (Zbiory Baworowskich, sygn. 1633/II)
15. Obwieszczenie czasopisma, które Zakład Naukowy Księgozbioru imienia Ossolińskich wydawać będzie, brak miejsca i roku wydania, druk włączony następnie do „Czasopismu Naukowego Księgozbioru Publicznego im. Ossolińskich” rocznik 1 (1828), zeszyt 1, s. 1-8
16. Nowy kalendarz, czyli świętnik lwowski na rok 1829, Lwów (1828)
17. Kazania... Zebrane z pozostałych jego rękopismów (przez J. A. Kamińskiego)[14], Lwów 1832
18. Obraz wieku panowania Zygmunta III..., czyli obraz stanu, narodu i kraju wystawiający: religią, obyczaje, nauki, prawa i prawodawstwo, swobody szlachty, obieralność królów, swawolę możnowładców, czyny duchowieństwa, stan wojska, handlu, rolnictwa, rzemiosł; pobory, monetę; ludzi znamienitych w obywatelstwie i rycerstwie, w naukach i sztukach; związki z państwami obcymi; przymioty i dzieje osobiste króla i jego rodziny, zgoła wszystko, co do dokładnego obrazu wieku tego należy t. 1-2[15][16], Poznań 1843-1858; fragm. „Czasopism Naukowy Księgozbioru Publicznego im. Ossolińskich” rocznik 4 (1832), zeszyt 2, s. 42-59; rocznik 5 (1833), zeszyt 3, s. 34-47; pt. Wojsko polskie za Zygmunta III, „Orędownik Naukowy” 1843 nr 36-38; „Sto lat myśli polskiej” t. 2 (1907); porównaj poz. 13
19. Materiały do geografii Polski, nieukończony słownik geograficzny; fragm.: Opis powiatu radomskiego przez... w rękopiśmie pozostały, wyd. T. Lipiński, Warszawa 1847; rękopis: Ossolineum, sygn. 497-499/III, częściowo 500-501/III
20. Galicja, czyli słownik historyczno-statystyczno-geograficzny królestwa Galicji t. 1-3, rękopisy Ossolineum: brulion sygn. 1824/I-1826/I; czystopis sygn. 1827/III-1829/III; t. 1: Galicja, jej ziemie, płody i ludy. Z pism pośmiertnych... (wyd. P. R.), „Dodatek Tygodniowy do Gazety Lwowskiej” 1857 nr 1-2, 11-12, 14, 24-25, 35-44, 48-51 (tekst drukowany skrócony i przerobiony)
21. Dzieje narodu i kraju Rusi Czerwonej, a w ogólności Rusi południowej t. 1-3; fragm. „Czasopism Naukowy Księgozbioru Publicznego im. Ossolińskich” rocznik 1 (1828), zeszyt 2, s. 3-42, 63-78, zeszyt 4, s. 3-21; rocznik 2 (1829), zeszyt 1, s. 3-22, zeszyt 2, s. 50-83, zeszyt 3, s. 14-32, zeszyt 4, s. 3-39, 50-58; rękopisy (fragm.) w różnych kodeksach pism Siarczyńskiego w Ossolineum; spis treści rozdziałów dzieła ogł. „Czasopism Naukowy Księgozbioru Publicznego im. Ossolińskich” rocznik 3 (1830), zeszyt 2, s. 132-137
22. Dziennik czynności urzędowych Księgozbioru Narodowego im. Ossolińskich we Lwowie... pisany od dnia 1 stycznia roku 1828 (28 września 1829; następnie do 20 października 1829 uzupełniany z notat Siarczyńskiego inną ręką), wydanie i oprac. Z. Rzepa, Wrocław 1967; fragmenty ogł.: T. Modelski, „Rocznik Zakładu Narodowego im. Ossolińskich” t. 4 (1953); J. Kolasa, „Rocznik Zakładu Narodowego im. Ossolińskich” t. 5 (1955); rękopis: Ossolineum, sygn. 533/III.

Ponadto rozprawy, artykuły, recenzje i powiastki Siarczyńskiego ogłaszano w czasopismach: „Czasopism Naukowy Księgozbioru Publicznego im. Ossolińskich” (1828-1829, 1832-1833 pt. „Czasopism Naukowy od Zakładu Narodowego im. Ossolińskich Wydawnictwo”; tu m.in.: Wspomnienie zasług i dzieł... J. M. hr. Ossolinskiego, 1828 zeszyt 1, s. 9-38; Wiadomość o życiu i pismach Grzegorza Knapskiego, 1828 zeszyt 3, s. 33-49; Rzecz o stanie piśmiennictwa polskiego w Galicji, 1828 zeszyt 3, s. 114-136; Wiadomość o przekładach Biblii w języku polskim, 1828 zeszyt 4, s. 26-60; Powieść niezbyt dalekiego miejscem i czasem zdarzenia, 1828 zeszyt 4, s. 93-100; O śpiewach narodowych litewskich przez L. J. Rhesę zebranych, a przez F. L. Czelakowskiego na język czeski przełożonych, 1829 zeszyt 1, s. 51-67), „Dziennik Handlowy” (1791; tu m.in.: Ekonomia Kozienicka dóbr stołowych JKMci w w-twie sandomierskim, powiecie radomskim, s. 163-179), „Lwowianin” (1835; tu: Solikowski Jan Dymitr z Solek h. Bończa, arcybiskup lwowski, t. 3, s. 151-153), „Muzeum Domowe” (1838 t. 1, s. 145-161), „Pamiętnik Religijno-Moralny” (1847; tu: Kozienice. Podług rękopisu F. S. wyd. J. Gacki, t. 13, s. 93-126, 181-209), „Pątnik Narodowy” (1827; tu: Rozprawa o starodawnych osadnikach niemieckich, t. 1, s. 129-147), „Pszczoła Polska” (1820; tu: Uwagi i postrzeżenia czynione nad dziełem: Dzieje panowania Zygmunta III, przez J. U. Niemcewicza, t. 1-2), „Rozmaitości” (Lwów 1827; tu: Do nowego redaktora, Nr 1; Obrona krytyki, czyli pism rozsądku, Nr 8; O dziele wychodzącym w Wiedniu, z napisem: Neues Conversations-Lexicon, Nr 18).
Siarczyński wydawał także „niektóre pisemka polityczne i krytyczne bezimiennie, których już dziś w wielkiej liczbie podobnych pism rozeznać nie można” („Czasopism Naukowy Księgozbioru Publicznego im. Ossolińskich” 1830 zeszyt 2, s. 122); pisał wiersze 2 przytacza A. Rościszewski, rękopis: Ossolineum sygn. 1113/I, s. V-VII; panegiryk z roku 1819 na cześć cesarza austriackiego cyt. K. Chłędowski (Z przeszłości naszej i obcej, Lwów 1935, s. 339-344); zamierzał też wydawać „słownik znakomitych Polaków wszystkich wieków”, materiały robocze zachowane w rękopisach: Ossolineum, sygn. 1243/I-1248/I.
Ponadto w rękopisach Ossolineum znajduje się 28 rozpraw i wiadomości przygotowywanych do druku, m.in.: O cenzurze duchownej; O inkwizycji; Swobody i wole; Klasztory bazyliańskie w Galicji; Ordynacja Ostrogska; Słowianie, nie Słowianie; Biskupstwo bakońskie wołoskie (sygn. 149/II, 527/III, 2256/I, 2423/III, 5684/II, 5819/III).

### Przekłady
1. Uwaga na koszta pogrzebowe w Wiedniu, Wrocław (Kraków) 1781; wyd. następne: Kraków 1801; przedr. A. M. Skałkowski w: Archiwum Wybickiego t. 1, Gdańsk 1948, s. 98-105 (jako pismo Wybickiego); przekł. z niemieckiego; wydany bezimiennie, zarejestrowany w bibliografii prac Siarczyńskiego w „Czasopiśmie Naukowym Księgozbioru Publicznego im. Ossolińskich” (1830 zeszyt 2); współcześnie przypisywany też A. Trzcińskiemu i J. Wybickiemu; wywołał ówcześnie dość głośną polemikę
2. L. Echard: Dykcjonarzyk geograficzny, czyli opisanie królestw, prowincji, miast, biskupstw, księstw, hrabstw, margrabstw, portów, fortec i innych miejsc znaczniejszych w czterech częściach świata... Po angielsku napisana przez pana... z trzynastej edycji angielskiej na francuski język przełożony, powiększony i poprawiony przez ks. Vosgien. Na koniec z ósmej francuskiej edycji w polskim wydany języku, z dodatkiem zaszłych odmian i umieszczeniem wielu miast i prowincji polskich t. 1-3, Warszawa 1782-1783
3. G. T. F. Raynal: Historia polityczna rewolucji amerykańskiej teraźniejszej, Warszawa 1783
4. (J. J. Dusch): Listy moralne do utworzenia pięknego serca stosowne, z niemieckiego na polski język przełożone[17] t. 1-2, Kraków 1785-1788; wyd. następne: Kraków 1792-1793 (wyd. tytułowe); Kraków 1800 (jak wyżej); Kraków 1805; Kraków 1808 (t. 2 podpisany krypt.: X. S. od Ro... K. B. T. P.)
5. F. T. d’Arnaud Baculard: Daminville. Powieść wyjęta z dzieła francuskiego pana... pod tytułem: „Doświadczenia uczucia”. Na polski język przetłumaczona przez F. S., Lwów 1803; autorstwo przekładu według Estreichera I (1872, 1959); bibliografia Siarczyńskiego w „Czasopiśmie Naukowym Księgozbioru Publicznego im. Ossolińskich” (1830 zeszyt 2) nie notuje tej pozycji
6. J. H. Schmitt: Zgodność i różność między wschodnim i zachodnim kościołem, czyli pomysł ku połączeniu odstępnej cerkwi greckiej z kościołem rzymskokatolickim. Dzieło... po niemiecku napisane, a przez F. Schlegela wydane, przełożone zaś i przekształcone po polsku przez... z różnymi ważnymi jego dodatkami i wydawcy[18], Warszawa 1831 (wyd. B. Gutkowski).

Kilka przekładów ogłaszano także w „Czasopiśmie Naukowym Księgozbioru Publicznego im. Ossolińskich” (J. Jungmann: O piśmiennictwie wzorowym w ogólności, a w szczególności o czeskim, 1829 zeszyt 2, s. 137-147; zeszyt 3, s. 124-131; B. Lobkovič z Hassensteinu: Przekłady polskie wierszów łacińskich Bolesława Lobkowicza napisanych w w. XV na pochwałę cieplic Karlsbadu, 1829 zeszyt 3, s. 3-13; Alojzy Henryk z Olmar w Morawii: O działalności powietrza na ciało ludzkie, 1832 zeszyt 4, s. 34-48).

### Prace edytorskie
1. Traktaty między mocarstwami europejskimi do roku 1763 zaszłe, podług lat porządku z przyłączoną potrzebnej historii wiadomością opisane t. 4-6, Warszawa 1789-1790 (t. 1-3 wydawali F. Obermeier i W. Skrzetuski; wydanie opatrzone obszerną przedmową i komentarzami)
2. Traktaty, konwencje handlowe i graniczne, wszelkie publiczne umowy, między Rzecząpospolitą Polską i obcymi państwami od roku 1764 dotąd, to jest do r. 1791, za panowania Stanisława Augusta zawarte, w swych oryginalnych językach zebrane i dla wygody powszechnej podane do druku[19] cz. 1-2, Warszawa 1791.

Drobniejsze prace Siarczyńskiego ogłaszano w „Czasopiśmie Naukowym Księgozbioru Publicznego im. Ossolińskich” 1828 zeszyt 3, s. 59-76, zeszyt 4, s. 61-74.

### Listy i materiały
1. Do Stanisława Augusta w zbiorach z lat 1786-1792, rękopisy: Biblioteka Czartoryskich, sygn. 700, 734, 736
2. Do F. P. Turskiego z 15 czerwca 1791, rękopis jak wyżej sygn. 3295 II k. 79
3. Do różnych osób 31 listów z lat 1812-1829, m.in. do: S. z Siarczyńskich Żychlińskiej i jej męża, Z. Żychlińskiej, S. Jaszowskiego, W. Federowicza, Urbańskich, rękopis: Ossolineum, sygn. 1113/I
4. Do A. Rościszewskiego 118 listów z lat 1819-1829, rękopis: Ossolineum, sygn. 1113/I
5. Do J. M. Ossolińskiego z roku 1823, rękopis (kopia): Ossolineum, sygn. 2193/II
6. Do Towarzystwa Przyjaciół Nauk z 24 lipca 1823, rękopis: Archiwum Główne Akt Dawnych (Archiwum Towarzystwa Warszawskiego Przyjaciół Nauk, sygn. 62, s. 103) – z 1 marca 1829, do J. U. Niemcewicza z 6 czerwca 1829, do E. Czarneckiego z 1 września 1829; ogł. A. Kraushar w: Towarzystwo Warszawskie Przyjaciół Nauk t. 7, Warszawa 1905
7. Do K. Tańskiej w zbiorze z lat 1826-1845, rękopis: Biblioteka PAN Kraków, sygn. 121
8. Do T. Wasilewskiego z lat 1828-1829, rękopis: Ossolineum, sygn. 4364/II
9. Fragment listu bez daty i notatka historyczna, rękopis: Biblioteka Jagiellońska, sygn. 7893 IV
10. Od różnych adresatów, m.in. od A. Rościszewskiego (listy wykorzystane jako karty do notatek), rękopisy: Ossolineum, sygn. 2423/III-2424/III
11. Od K. Tańskiej z roku 1822, rękopisy: Ossolineum, sygn. 6524/II
12. Od J. M. Ossolińskiego z roku 1823, „Biblioteka Naukowego Zakładu im. Ossolińskich” 1842 t. 1, s. 3 i następne
13. Od K. Tańskiej około roku 1825, „Wędrowiec” 1899 nr 30
14. Od: ks. Kwiatkowskiego, H. Lubomirskiego, Ł. Gołębiowskiego, A. Cytry i innych (ws. słownika geograficznego), rękopis: Lw. Państw. Nauk. Bibl. (Ossolineum, sygn. 507/II)
15. Od T. Dzieduszyckiego, ogłoszono pt. O krajopisie, czyli geografii, „Czasopism Naukowy od Zakładu Narodowego im. Ossolińskich Wydawnictwo” rocznik 4 (1831), zeszyt 1, s. 88-108
16. Odpis metryki chrztu, rękopis: Ossolineum, sygn. 1113/I, s. 49
17. Życiorys napisany własnoręcznie 16 lutego 1818, rękopis: Ossolineum, sygn. 2423/III k. 90-92.

Bardziej szczegółową bibliografię twórczości Siarczyńskiego podają: „Czasopism Naukowy Księgozbioru Publicznego im. Ossolińskich” rocznik 3 (1830), przedr. w: F. Siarczyński: Obraz wieku panowania Zygmunta III t. 1, Poznań 1843; T. Wisłocki: Przegląd treści „Czasopisma Naukowego im. Ossolińskich”... (Lwów 1910); maszynopis: Ossolineum, sygn. 6933/I; J. Kolasa: Bibliografia „Czasopisma Zakładu Narodowego im. Ossolińskich” 1828-1869, „Rocznik Zakładu Narodowego im. Ossolińskich” t. 5 (1957); Z. Rzepa: Bibliografia publikacji Siarczyńskiego w „Czasopiśmie Naukowym Księgozbioru Publicznego im. Ossolińskich”; w: F. Siarczyński jako geograf, „Ze skarbca kultury” zeszyt 20 (1969).
O rękopisach Siarczyńskiego informują: J. Kolasa: O rękopisach F. Siarczyńskiego..., „Ze skarbca kultury” 1955 nr 1; Z. Rzepa: Zestawienie rękopisów geograficznych F. Siarczyńskiego.
Dzieła w:
- Federacji Bibliotek Cyfrowych
- google